# Pennisetum durum
Pennisetum durum är en gräsart som beskrevs av William James Beal. Pennisetum durum ingår i släktet borstgräs, och familjen gräs. Inga underarter finns listade i Catalogue of Life.